# Liste von Zwischenfällen mit der Douglas DC-7
Die Liste von Zwischenfällen mit der Douglas DC-7 zeigt eine Übersicht über Zwischenfälle mit Todesfolge oder Totalschaden von Flugzeugen des Typs Douglas DC-7.
Zwischen dem Erstflug 1953 und dem Betriebsende 2010 wurden insgesamt 74 der 338 gebauten DC-7 zerstört oder irreparabel beschädigt. Bei 28 der Totalverluste kamen 726 Menschen ums Leben. Vollständige Liste:

## 1950er-Jahre
- Am 30. Juni 1956 kollidierte eine Douglas DC-7 der US-amerikanischen United Airlines (Luftfahrzeugkennzeichen N6324C) über dem Grand Canyon, Arizona mit einer Lockheed L-1049 Super Constellation der TWA (Kennzeichen N6902C) in nicht überwachtem Luftraum. Alle 128 Personen an Bord beider Flugzeuge starben (58 in der DC-7, 70 in der Super Constellation) (siehe auch Flugzeugkollision über dem Grand Canyon).[2][3]

- Am 31. Januar 1957 kollidierte eine Douglas DC-7B der US-amerikanischen Douglas Aircraft Company (N8210H) auf einem Testflug 32 Kilometer nordöstlich vom Ausgangspunkt Flugplatz Santa Monica (Kalifornien, USA) mit einer Northrop F-89D Scorpion der United States Air Force (USAF) (52-1870). Beide Maschinen stürzten aus einer Höhe von 25.000 Fuß (rund 7.600 Metern) ab. Alle 4 Besatzungsmitglieder der DC-7, die einzigen Insassen, kamen ums Leben, ebenso einer der beiden Insassen der Scorpion. Außerdem wurden 3 Menschen auf einem Schulhof getötet.[4]

- Am 28. Juni 1957 rollte eine Douglas DC-7B der US-amerikanischen Eastern Air Lines (N808D) nach der Landung im Anschluss an einen Trainingsflug auf dem Flughafen Miami (Florida, USA) zu ihrem Hangar. Dabei kollidierte sie mit einer Lockheed L-1049 Super Constellation der Eastern Airlines(N6212C). Durch auslaufenden Treibstoff entstand ein massiver Brand. Die DC-7 wurde irreparabel beschädigt. Personen kamen nicht zu Schaden.[5]

- Am 10. März 1958 verunglückte eine Douglas DC-7B der US-amerikanischen Douglas Aircraft Company (N846D) auf einem Testflug nahe dem Flughafen Long Beach (Kalifornien, USA). Die fabrikneue Maschine sollte an Eastern Air Lines ausgeliefert werden. Über Personenschäden ist nichts bekannt. Das Flugzeug wurde irreparabel beschädigt.[6]

- Am 25. März 1958 stürzte eine Douglas DC-7C der US-amerikanischen Braniff Airlines (N5904) nach dem Start in Miami, Florida ab, weil ein Motor Feuer gefangen hatte. Der Versuch, zum Flughafen umzukehren, scheiterte. Von den 24 Insassen starben 9.[7]

- Am 21. April 1958 kollidierte eine Douglas DC-7 der US-amerikanischen United Airlines (N6328C) nahe Las Vegas, Nevada in 6200 Meter Höhe mit einer F-100F Super Sabre der US Air Force. Alle 49 Personen in den zwei Flugzeugen starben (siehe auch United-Airlines-Flug 736).

- Am 18. Mai 1958 meldete die Flugbesatzung einer Douglas DC-7C der belgischen Sabena (OO-SFA) auf dem Flug von Lissabon nach Leopoldville einen Triebwerksschaden. Die Piloten entschlossen sich zur Landung auf dem Flughafen Casablanca-Anfa, Marokko. Dort leitete die Besatzung ein Durchstartmanöver ein, in dessen Verlauf die Maschine mit einem Gebäude kollidierte und anschließend in einen Hangar stürzte. Von den 65 Insassen kamen 61 ums Leben.[8]

- Am 20. Februar 1959 kam es mit einer Douglas DC-7C der US-amerikanischen Pan American World Airways (N740PA) bei einem Trainingsflug auf dem Flughafen San Francisco (Kalifornien, USA) zu einer extrem harten Landung. Es entstand ein Feuer und das Flugzeug wurde zerstört. Alle drei Besatzungsmitglieder, die einzigen Insassen, überlebten den Unfall.[9]

- Am 24. September 1959 kollidierte eine Douglas DC-7C der französischen Transports Aériens Intercontinentaux (TAI) (F-BIAP) nahe dem Flughafen Bordeaux auf dem Flug nach Bamako etwa 500 Meter hinter dem Startbahnende mit Baumwipfeln und stürzte ab. Der Start fand an der Leistungsgrenze der DC-7 statt. Unter den 65 Insassen gab es 54 Todesopfer.[10]

- Am 16. November 1959 stürzte eine Douglas DC-7B der US-amerikanischen Delta Airlines (N4891C), die einen Flug für National Airlines von Tampa nach New Orleans durchführte, aus unbekanntem Grund in den Golf von Mexiko. Alle 42 Menschen an Bord starben (siehe auch National-Airlines-Flug 967).[11]

## 1960er-Jahre
- Am 26. Februar 1960 stürzte eine Douglas DC-7C der Alitalia (Luftfahrzeugkennzeichen I-DUVO) auf dem Weg von Rom über Shannon nach New York-Idlewild kurz nach dem Start in Shannon aus unbekannten Gründen ab. Von den 52 Menschen an Bord starben 34.[12]

- Am 14. Juli 1960 kam es bei einer Douglas DC-7C der US-amerikanischen Northwest Airlines (N292) zu einem Triebwerksausfall des Motors Nr. 2 (links innen). Während eines Notsinkflugs löste sich dessen Propeller und schlug in den Rumpf ein. Die Maschine befand sich auf einem Flug vom Flughafen Okinawa-Naha zum Flughafen Manila. Wegen eines Feuers in der linken Tragfläche wurde 8 Kilometer nordöstlich von Polillo Island (Philippinen), rund 100 Kilometer östlich von Manila, eine Notwasserung durchgeführt, bei der das Flugzeug in mehrere Teile zerbrach. Die Insassen konnten sich auf die noch schwimmende rechte Tragfläche flüchten, von der sie vier bis sechs Stunden nach dem Unfall gerettet wurden. Ein weiblicher Passagier verstarb, die anderen 57 Insassen überlebten (siehe auch Northwest-Airlines-Flug 1-11).[13]

- Am 14. September 1960 wurde eine Douglas DC-7C der US-amerikanischen Braniff International Airways (N5900) auf dem Flughafen Dallas Love Field (Texas, USA) von einem Wartungsinspektor zum Gelände für Motoren-Probeläufe gerollt. Er hatte das Hydrauliksystem für die Bremsen nicht zugeschaltet. Das Flugzeug rollte in ein Gebäude, wobei der vordere Rumpf stark beschädigt wurde. Der Wartungstechniker wurde getötet, die anderen 5 Mechaniker an Bord überlebten. Die Maschine konnte repariert werden.[14]

- Am 18. Februar 1961 kollidierte eine Douglas DC-7CF (N745PA) der US-amerikanischen Pan Am im Landeanflug auf den Flughafen Stuttgart mit einem Erdhaufen vor und neben der Landebahn. Die Piloten der aus Frankfurt kommenden Frachtmaschine setzten den Anflug im dichten Nebel bei einer Sicht von 100 Metern und einer Wolkenhöhe von 30 Metern auch unter die Entscheidungshöhe von 200 Fuß fort, obwohl das Instrumentenlandesystem nicht zuverlässig funktionierte und vier von fünf Elementen der Anflugbefeuerung außer Betrieb waren. Beim Zusammenstoß mit dem Erdhaufen wurden das Fahrwerk und das Triebwerk Nr. 3 (rechts innen) abgerissen. Dennoch gelang es den Piloten durchzustarten und auf dem Flughafen Nürnberg eine Bauchlandung auf einem Schaumteppich durchzuführen. Die dreiköpfige Besatzung blieb unverletzt, das Flugzeug wurde jedoch irreparabel beschädigt.[15]

- Am 20. Juni 1961 wurde eine Douglas DC-7 der Overseas National Airways (N312A) auf dem Flughafen Oakland (Kalifornien, USA) irreparabel beschädigt. Die im Schlepp befindliche DC-7 kollidierte mit einer Lockheed L-749A Constellation der US-amerikanischen International Aircraft Services (N5595A), riss deren gesamtes Leitwerk ab und beschädigte das Rumpfheck und die Tragfläche schwer. Alle Insassen beider Maschinen blieben weitgehend unverletzt.[16][17][18]

- Am 26. September 1961 ging an einer Douglas DC-7 der US-amerikanischen Overseas National Airways (ONA) (N317A) im Anflug auf die Naval Station Norfolk (Virginia, USA) der Hydraulikdruck verloren. Etwa 430 Meter nach dem Aufsetzen geriet die Maschine nach links von der Landebahn ab und prallte gegen eine Böschung. Das Flugzeug wurde irreparabel beschädigt. Ein beitragender Faktor waren die mangelhaften Kenntnisse des Kapitäns über die Flugzeugsysteme und die Verfahren bei Hydraulikausfall. Alle fünf Besatzungsmitglieder, die einzigen Insassen auf dem Überführungsflug, überlebten den Unfall.[19]

- Am 14. Oktober 1961 ging in einer Douglas DC-7C der Panair do Brasil (PP-PDL) auf dem Weg von Manaus Hydraulikflüssigkeit verloren. Bei der Notlandung auf dem Flughafen Belém geriet die Maschine beim Einsatz des Umkehrschubs von der Landebahn ab; beim Queren eines Grabens brach das Fahrwerk zusammen. Alle Insassen überlebten den Totalschaden des Flugzeugs.[20]

- Am 1. November 1961 wurde eine Douglas DC-7C der brasilianischen Panair do Brasil (PP-PDO) auf dem Weg vom Flughafen Sal (Kap Verde) in einen 84 Meter hohen Hügel geflogen. Die zuerst in Lissabon gestartete Maschine war im nächtlichen Endanflug auf den Flughafen Recife, als sie 2,7 Kilometer vor der Landebahn ins Gelände flog. Von den 88 Insassen wurden 45 getötet.[21]

- Am 14. November 1961 wurde eine geparkte Douglas DC-7C der US-amerikanischen Braniff International Airways (N5905) auf dem Flughafen Dallas Love Field (Texas, USA) durch ein Feuer zerstört. Personen kamen nicht zu Schaden.[22]

- Am 16. Dezember 1961 wurde eine Douglas DC-7 der US-amerikanischen Delta Air Lines (N4871C) bei der Landung auf dem Flughafen Chicago-O’Hare (Illinois, USA) irreparabel beschädigt. Alle Insassen überlebten den Unfall.[23]

- Am 4. März 1962 gewann eine Douglas DC-7C der britischen Caledonian Airways (G-ARUD) nach dem Start vom Flughafen Douala (Kamerun) kaum an Höhe. Die Maschine streifte zwei Kilometer hinter dem Startbahnende mehrere Bäume, schlug in einem Sumpfgebiet auf und brannte aus. Bei dem Unfall kamen alle 111 Insassen ums Leben (10 Besatzungsmitglieder und 101 Passagiere). In der Geschichte der DC-7 war dies der Unfall mit den meisten Todesopfern. Der Absturz wurde vermutlich durch ein aufgrund eines mechanischen Defekts blockiertes Höhenruder verursacht. Die 5 Jahre alte Maschine war seit dem 24. November 1961 von der belgischen Sabena gemietet, bei der sie das Kennzeichen OO-SFD getragen hatte (siehe auch Caledonian-Airways-Flug 153).[24][25]

- Am 22. Oktober 1962 kam es bei einer Douglas DC-7CF der US-amerikanischen Northwest Airlines (N285) im Reiseflug zu einem Ausfall des Triebwerks Nr. 2 (links innen) mit einem unkontrollierbaren Überdrehen des zugehörigen Propellers. Daher musste eine Notwasserung im Pazifik nahe Biorka Island bei Sitka (Alaska, USA) durchgeführt werden. Während die Maschine noch 24 Minuten schwamm, konnten alle Insassen mittels Rettungsflößen in Sicherheit gebracht werden. Alle 102 Insassen, sieben Besatzungsmitglieder und 95 Passagiere, überlebten die Notwasserung. Das Flugzeug befand sich auf einem Charterflug für die US-Streitkräfte von der McChord Air Force Base (Washington, USA) zur  Elmendorf Air Force Base (Alaska).[26]

- Am 29. Oktober 1962 verunglückte eine Douglas DC-7B der US-amerikanischen Pan American-Grace Airways (Panagra) (N51702) beim Start vom Flughafen La Paz-El Alto (Bolivien). Die Maschine sollte nach Miami fliegen, wurde aber irreparabel beschädigt. Alle 42 Insassen, sechs Besatzungsmitglieder und 36 Passagiere, überlebten.[27]

- Am 30. November 1962 berührte eine Douglas DC-7B der US-amerikanischen Eastern Air Lines (N815D) beim Durchstarten im Nebel auf dem Flughafen New York-Idlewild mit den beiden linken Propellern den Boden im Flughafengelände. Die aus Charlotte (North Carolina) kommende Maschine war beim Durchstarten nach links gedriftet und stürzte schließlich zu Boden. Das Durchstartverfahren war bei dem notwendigen schnellen Übergang von Sichtflug zurück auf Instrumentenflug nicht korrekt und zügig genug durchgeführt worden, so dass die Maschine nicht gestiegen war. Von den 51 Insassen wurden 25 getötet.[28]

- Am 13. Januar 1963 rollte eine Douglas DC-7 der US-amerikanischen Delta Air Lines (N4875C) nachts auf einem ungewohnten Weg zur Startbahn am Flughafen Memphis (Tennessee, USA), als sie mit einer geparkten Fairchild C-123 Provider der United States Air Force (54-0589) kollidierte. Der Kapitän der DC-7 wurde getötet; die anderen vier Besatzungsmitglieder des Überführungsfluges überlebten. Die Provider wurde durch Feuer beschädigt, konnte aber ebenso wie die DC-7 repariert werden.[29]

- Am 8. April 1963 brach an einer Douglas DC-7C der Panair do Brasil (PP-PDM) bei einem Trainingsflug am Flughafen Rio de Janeiro-Galeão das Bugfahrwerk zusammen. Die beiden inneren Triebwerke (Nummer 2 und 3) wurden abgerissen, beschädigten die Treibstofftanks und lösten ein Feuer aus. Die sieben Besatzungsmitglieder überlebten den Totalschaden des Flugzeugs.[30]

- Am 3. Juni 1963 stürzte eine Douglas DC-7CF der US-amerikanischen Northwest Airlines (N290) ca. 80 Kilometer nordwestlich der kanadischen Queen Charlotte Islands in den Pazifik. Die Maschine befand sich auf einem militärischen Charterflug zur Elmendorf Air Force Base bei Anchorage, Alaska. Alle 101 Insassen starben. Es handelte sich um den zweitschwersten Unfall einer DC-7, gemessen an der Zahl der Todesopfer.[31]

- Am 28. September 1963 landete eine Douglas DC-7B der US-amerikanischen Eastern Air Lines (N843D) bei Nebel und Regen auf dem Nashville Metropolitan Airport (Tennessee, USA). Durch Übersteuerung des Umkehrschubs brach das Bugfahrwerk zusammen. Das Flugzeug wurde irreparabel beschädigt. Alle 45 Insassen, fünf Besatzungsmitglieder und 40 Passagiere, überlebten den Unfall.[32]

- Am 24. April 1964 wurde eine Douglas DC-7 der Federal Aviation Agency – FAA (N68N) auf dem Flugplatz Phoenix Deer Valley bei einem Crashtest zu Forschungszwecken geplant zerstört. Personen kamen nicht zu Schaden.[33]

- Am 16. Juli 1964 wurde eine Douglas DC-7B der US-amerikanischen Eastern Air Lines (N809D) bei der Landung auf dem Richmond International Airport (Virginia, USA) 45 Meter vor der Ladenbahnschwelle aufgesetzt. Daraufhin brach das rechte Hauptfahrwerk zusammen; die Maschine rutschte noch 1450 Meter weiter, bis sie zum Stillstand kam. Alle 76 Insassen, fünf Besatzungsmitglieder und 71 Passagiere, überlebten den Unfall. Das Flugzeug wurde irreparabel beschädigt.[34]

- Am 20. Juli 1964 geriet eine Douglas DC-7B der US-amerikanischen Eastern Air Lines (N831D) bei der Landung auf dem Flughafen Charlotte-Douglas (North Carolina, USA) auf ein holperiges, ungepflegtes Stück Landebahn, woraufhin die Bugradsteuerung brach, das Flugzeug von der Landebahn abkam und irreparabel beschädigt wurde. Alle 57 Insassen, fünf Besatzungsmitglieder und 52 Passagiere, überlebten den Unfall.[35]

- Am 28. September 1964 verunglückte eine Douglas DC-7C der  britischen Caledonian Airways (G-ASID) bei schlechten Witterungsbedingungen während der Landung auf dem Flughafen Istanbul-Yeşilköy (Türkei). Das Flugzeug schlug 72 Meter vor der Landebahnschwelle auf, das gesamte Fahrwerk brach zusammen und die linke Tragfläche brach ab. Der Rumpf rutschte noch 260 Meter über die Landebahn und geriet in Brand. Alle 97 Insassen überlebten den Unfall.[36]

- Am 8. Februar 1965 stürzte eine Douglas DC-7B der US-amerikanischen Eastern Air Lines (N849D) auf dem von Boston nach Atlanta sechs Minuten nach dem Start von einer Zwischenlandung beim Flughafen New York-Idlewild ab. Alle 79 Passagiere und die 5 Besatzungsmitglieder wurden getötet (siehe auch Eastern-Air-Lines-Flug 663).[37]

- Ebenfalls am 8. Februar 1965 verunglückte eine Douglas DC-7C der Scandinavian Airlines (SE-CCC) beim Start zu einem Flug nach Kopenhagen auf dem Flughafen Teneriffa-Los Rodeos. Nach dem Abheben sank die Maschine wieder zurück auf die Startbahn, weil das Fahrwerk zu früh eingefahren wurde. Das Flugzeug fing Feuer und wurde zerstört, jedoch konnten vorher alle 84 Passagiere und 7 Besatzungsmitglieder die Maschine verlassen.[38]

- Am 16. Oktober 1965 wurde eine Douglas DC-7B der US-amerikanischen Eastern Air Lines (N824D) auf dem Flughafen Charlotte-Douglas (North Carolina, USA) noch vor dem Landebahnbeginn aufgesetzt. Im Bereich der rechten Tragfläche brach ein Feuer aus. Das Flugzeug wurde irreparabel beschädigt. Alle 62 Insassen, fünf Besatzungsmitglieder und 57 Passagiere, überlebten den Unfall.[39]

- Am 1. März 1966 wurde eine Douglas DC-7B der ecuadorianischen AREA Ecuador (HC-AIP) während des Rollens auf dem Flughafen Miami (Florida, USA) irreparabel beschädigt. Die Maschine war in einen Graben gerollt. Alle Insassen überlebten den Totalschaden.[40]

- Am 18. Mai 1966 löste sich an einer Douglas DC-7 der US-amerikanischen United Airlines (N6339C) bei einem Trainingsflug auf dem Flughafen Denver-Stapleton (Colorado, USA) die Kappe eines Bugrads, traf die Bolzen der Drehmomentverbindung des Bugrads und trennte sie ab. Daraufhin brach das Bugfahrwerk zusammen. Das Flugzeug wurde irreparabel beschädigt. Alle vier Besatzungsmitglieder überlebten den Unfall.[41]

- Am 12. September 1966 ließ sich eine Douglas DC-7CF der US-amerikanischen Airlift International (N2282) beim Startvorgang auf dem Tachikawa Airfield (Japan) nicht abheben. Die Triebwerke wurden auf Leerlauf gezogen und maximal gebremst, aber die Maschine überrollte aufgrund der hohen Geschwindigkeit das Startbahnende und durchbrach einen Zaun. Das Fahrwerk brach zusammen, das Flugzeug rutschte noch 520 Meter weiter und wurde irreparabel beschädigt. Offensichtlich war es massiv falsch beladen worden, so dass der Schwerpunkt viel zu weit vorne lag und das Abheben verhinderte. Alle vier Besatzungsmitglieder, die einzigen Insassen auf dem Frachtflug, überlebten den Unfall.[42]

- Am 30. Dezember 1966 brachen an einer Douglas DC-7CF der US-amerikanischen Airlift International (N4059K) beim Startlauf auf dem Flughafen Saigon/Tan-Son-Nhat (Südvietnam) das rechte Hauptfahrwerk und das Bugfahrwerk zusammen. Die Maschine sollte nach Manila fliegen und wurde irreparabel beschädigt. Alle vier Besatzungsmitglieder, die einzigen Insassen auf dem Frachtflug, überlebten den Unfall.[43]

- Am 5. Juni 1967 wurden die beiden einzigen Douglas DC-7 der Alia Royal Jordanian Airlines (JY-ACP und JY-ACO) im Zusammenhang mit dem Beschuss Westjerusalems durch Jordanien während des Sechstagekriegs auf dem Flughafen Beirut bzw. dem damaligen Flughafen Damaskus durch Luftangriffe am Boden zerstört. Personen kamen nicht zu Schaden.[44][45]

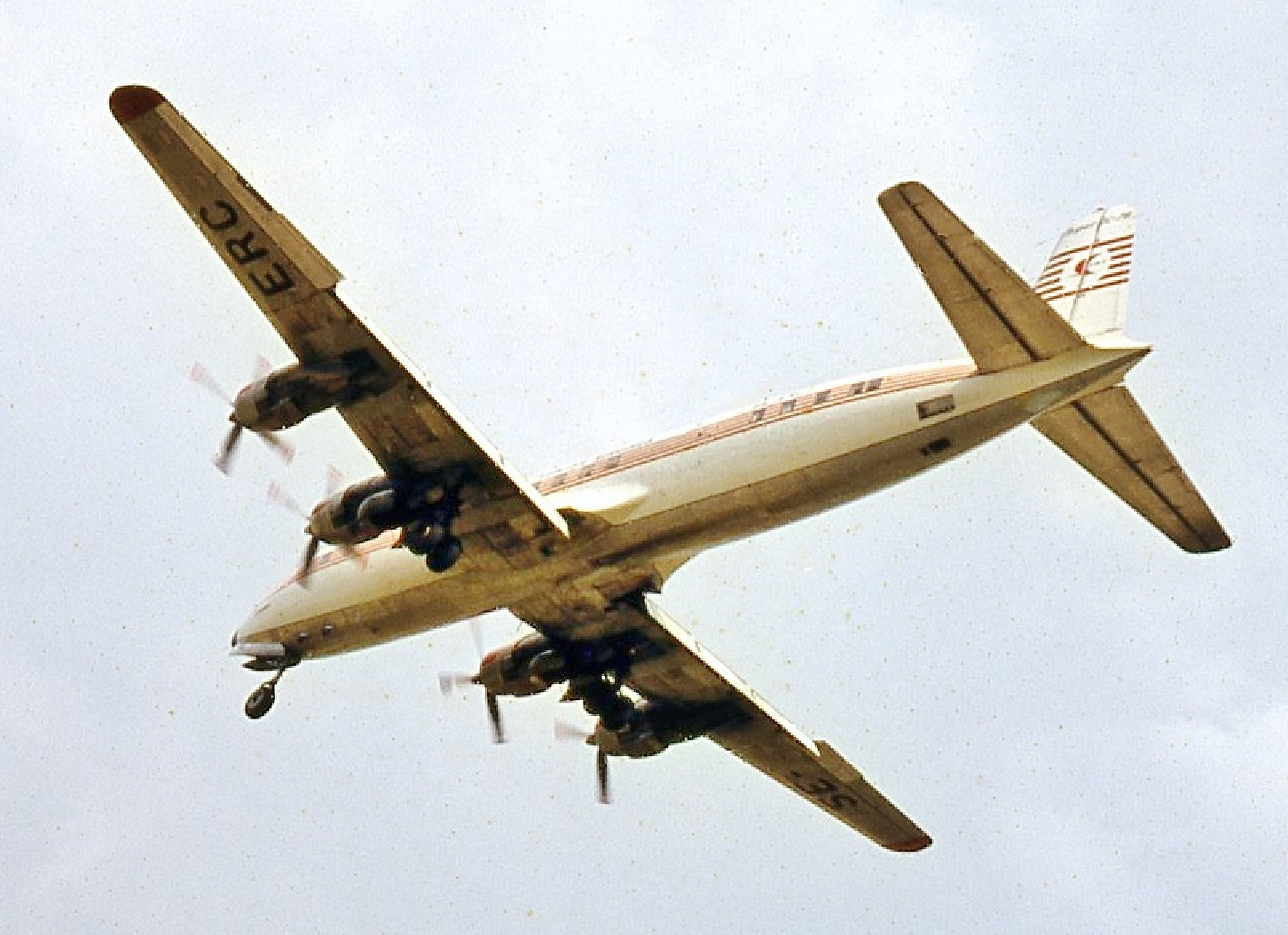
Die 1968 in München verunglückte Douglas DC-7, Frankfurt 1967

- Am 20. Januar 1968 brach bei einer Douglas DC-7B der türkischen Türk Hava Yollari (THY, heute Turkish Airlines) (SE-ERC) während der Landung auf dem Flughafen München-Riem das Bugfahrwerk zusammen. Die von Transair Sweden gemietete Maschine geriet von der Landebahn ab. Alle 38 Insassen (6 Besatzungsmitglieder und 32 Passagiere) blieben unverletzt. Das Flugzeug wurde irreparabel beschädigt.[46]

- Am 2. Juli 1968 geriet eine Douglas DC-7BF der US-amerikanischen Universal Airlines (N762Z) bei der Landung auf dem Flughafen Philadelphia (Pennsylvania, USA) durch fehlerhafte Bedienung der Gashebel und Aquaplaning von der Landebahn ab. Das Fahrwerk brach zusammen und die rechte Tragfläche riss ab. Das Flugzeug wurde irreparabel beschädigt. Alle drei Besatzungsmitglieder, die einzigen Insassen auf dem Frachtflug, überlebten den Unfall.[47]

- Am 27. September 1968 wurde eine Douglas DC-7CF der US-amerikanischen Universal Airlines (N7466) an der Marine Corps Air Station Cherry Point (North Carolina, USA) in Nebel und einer Wolkenuntergrenze von 100 Fuß (30 Metern) in den Boden geflogen, statt durchzustarten. Das Flugzeug wurde irreparabel beschädigt. Alle drei Besatzungsmitglieder, die einzigen Insassen auf dem Frachtflug, überlebten den Unfall.[48]

- Am 3. Oktober 1968 wurde eine in Mauretanien registrierte Douglas DC-7C der US-amerikanischen North American Aircraft Trading (5T-TAR) auf der Urwaldpiste Uli Airstrip (Biafra) durch eine Douglas DC-4 gerammt. Das Flugzeug wurde irreparabel beschädigt. Alle 4 Besatzungsmitglieder, die einzigen Insassen auf dem Frachtflug, überlebten den Unfall.[49]

- Am 7. Dezember 1968 stürzte eine auf den Bermudas registrierte Douglas DC-7C der US-amerikanischen North American Aircraft Trading (VR-BCY) im Anflug auf die Urwaldpiste Uli Airstrip (Biafra) ab, nachdem 3 der 4 Triebwerke ausgefallen waren. Alle 4 Besatzungsmitglieder, die einzigen Insassen auf dem Frachtflug, kamen ums Leben.[50]

- In der Nacht vom 28. auf den 29. Dezember 1968 landeten israelische Kommandotruppen auf dem Flughafen Beirut und sprengten 14 Flugzeuge verschiedener, meist libanesischer Fluggesellschaften, als Vergeltung für einen palästinensischen Angriff auf ein israelisches Flugzeug am 26. Dezember 1968 in Athen. Darunter waren auch zwei Douglas DC-7 (OD-AEI und OD-AEK) der Lebanese International Airways, die außerdem mit zwei Convair CV-990 den Großteil ihrer Flotte verlor und im darauffolgenden Januar ihren Betrieb einstellen musste.[51][52]

- Am 5. Juni 1969 wurde eine vom Schwedischen Roten Kreuz gecharterte Douglas DC-7B (SE-ERP) in der Nähe von Eket, Nigeria, durch eine nigerianische MiG-17 abgeschossen, Die DC-7 war im Rahmen der Hungerhilfe während des Biafra-Krieges auf dem Weg zur Urwaldpiste Uli, um Hilfsgüter dorthin zu fliegen. Die vierköpfige Besatzung wurde getötet.[53]

- Am 29. Juni 1969 geriet eine auf dem Flughafen Gran Canaria abgestellte Douglas DC-7C der spanischen Trabajos Aéreos y Enlaces (TAE) (EC-BEO) in Brand. Die Maschine wurde durch das Feuer zerstört.[54]

## 1970er-Jahre
- Am 26. Juli 1970 explodierte an einer Douglas DC-7CF der ARCO Bermuda (Luftfahrzeugkennzeichen VR-BCT) während des Reisefluges das Triebwerk Nr. 3 (rechts innen) und fiel sechs Minuten später von der Tragfläche ab. Auf einem sandigen Gelände westlich des Flughafens Abidjan (Elfenbeinküste) wurde eine Bauchlandung gemacht. Das Flugzeug wurde irreparabel beschädigt. Alle vier Besatzungsmitglieder, die einzigen Insassen auf dem Überführungsflug, überlebten den Unfall.[55]

- Am 2. Oktober 1970 wurde auf dem Flughafen Madrid-Barajas eine Douglas DC-7C der spanischen Spantax (EC-ATQ) irreparabel beschädigt. Personen kamen nicht zu Schaden; andere Details sind nicht bekannt.[56]

- Am 31. Dezember 1972 geriet eine Douglas DC-7CF der US-amerikanischen American Express Leasing (N500AE) in einen unkontrollierten Sturzflug und schlug bald nach dem Start vom Flughafen San Juan-Isla Verde (Puerto Rico, USA) im Meer auf. Zuerst fiel das Triebwerk Nr. 2 (links innen aus), dann verlor Triebwerk Nr. 3 (rechts innen) die Leistung. Die Maschine war überladen, der Flugingenieur für die DC-7 nicht lizenziert und die Maschine völlig unzureichend gewartet. Alle 5 Insassen, drei Besatzungsmitglieder und zwei Passagiere, wurden getötet.[57]

- Am 1. Mai 1973 wurde eine geparkte Douglas DC-7BF der kolumbianischen Aeronorte (HK-1300) auf dem Flughafen Miami (Florida, USA) durch einen Brand zerstört. Das Flugzeug wurde für die ebenfalls kolumbianische Aerocosta Colombia betrieben. Menschen kamen nicht zu Schaden.[58]

- Am 21. Juni 1973 stürzte eine Douglas DC-7CF der US-amerikanischen Skyways International (N296) nach dem Start vom Flughafen Miami (Florida, USA) 16,5 Kilometer nordwestlich davon in die Everglades (Florida). Die Wetterbedingungen waren durch extrem starke Regenfälle, Winde und Blitze gekennzeichnet. Durch die Turbulenz verloren die Piloten die Kontrolle über das Flugzeug. Alle 3 Besatzungsmitglieder, die einzigen Insassen auf dem Frachtflug, kamen ums Leben.[59]

- Am 13. Dezember 1973 geriet eine Douglas DC-7B der bolivianischen Frigorificos Movima (CP-1048) nach der Landung auf dem Flughafen Trinidad (Bolivien) vom Rollweg ab, als die Sicht durch aufgewirbelten Staub nach ihrem vorherigen Umkehrschub beeinträchtigt war. Die Maschine kollidierte mit zwei Traktoren, woraufhin ein Feuer an der rechten Tragfläche ausbrach. Alle 33 Insassen, vier Besatzungsmitglieder und 29 Passagiere, überlebten den Unfall. Das Flugzeug brannte aus und wurde irreparabel beschädigt.[60]

- Am 3. März 1974 verunglückte eine Douglas DC-7CF der irischen Aer Turas (EI-AWG) bei der Landung auf dem Flughafen Luton (Vereinigtes Königreich). Nach dem Aufsetzen gelang es nicht, den Umkehrschub der Propeller zu aktivieren. Das Einschalten der (ungeregelten) Notbremse führte zum Blockieren der Räder und zum Platzen der Reifen. Das Frachtflugzeug überrollte das Landebahnende einen Abhang hinunter und wurde irreparabel beschädigt. Alle 10 Insassen, 4 Besatzungsmitglieder und 6 Passagiere, überlebten.[61]

- Am 4. Oktober 1976 wurde eine Douglas DC-7CF der in Mali registrierten Emirates Air Transport (TZ-ARC) im Anflug auf den Flughafen Nairobi-Embakasi (Kenia) gegen das 5199 Meter hohe Mount-Kenya-Massiv geflogen. Die Maschine befand sich auf einem Überführungsflug. Durch diesen CFIT (Controlled flight into terrain) wurden alle 4 Besatzungsmitglieder, die einzigen Insassen, getötet.[62]

- Im Jahr 1977 (genaues Datum unbekannt) wurde eine Douglas DC-7CF der US-amerikanischen Consolidated Air (N73675) an einem unbekannten Ort in South Carolina (USA)  irreparabel beschädigt. Über Personenschäden ist nichts bekannt.[63]

- Am 12. September 1977 stürzte eine Douglas DC-7BF der US-amerikanischen Safe Air Cargo (N6314J) 4 Kilometer nordwestlich des Flughafens Yakutat (Alaska, USA) in ein abgeholztes Gebiet. Nach dem Abheben stieg die Maschine kaum und flog nur rund 10 Meter über die Bäume am Startbahnende hinweg. Das Flugzeug war überladen und hatte auf einem Triebwerk die Leistung verloren. Allerdings fuhr dessen Propeller auch nicht in die Segelstellung, da das hierfür vorgesehene System gar nicht angeschlossen war. Alle 4 Besatzungsmitglieder, die einzigen Insassen auf dem Frachtflug, wurden getötet.[64]

- Am 30. April 1978 wurde eine auf Jim McGeorge privat zugelassene Douglas DC-7CF (N356AL) bei der Landung auf dem Flughafen Miami (Florida, USA) irreparabel beschädigt. Über Personenschäden ist nichts bekannt.[65]

- Am 6. September 1978 kollidierte eine Douglas DC-7CF der US-amerikanischen Advance Aviation Inc (N244B) um 3 Uhr nachts fünf Kilometer südlich von Farmerville, Louisiana (USA) mit einem dicht bewaldeten Gebiet in nur 250 Fuß (75 Metern) Höhe. Die Maschine befand sich auf einem Drogen-Schmuggelflug vom Flughafen Curaçao zum Almyra Municipal Airport in Arkansas. Im Wrack wurden 35 Ballen Marihuana gefunden. Von den 6 Insassen, zwei Besatzungsmitglieder und 4 Passagiere, wurde ein Passagier getötet.[66]

- Im Jahr 1979 (genaues Datum unbekannt) verunglückte eine auf R.A. Armstrong privat zugelassene Douglas DC-7CF (N302G) an einem unbekannten Ort in Kolumbien und wurde zerstört. Über Personenschäden ist nichts bekannt. Die Maschine befand sich offenbar auf einem Schmuggelflug.[67]

- Am 22. Juni 1979 musste mit einer Douglas DC-7CF der US-amerikanischen Go Transportation (N357AL) unmittelbar nach dem Start vom Flugplatz Barstow-Daggett (Kalifornien, USA) eine Notlandung durchgeführt werden. Die Frachtmaschine war knapp 1,5 Tonnen überladen, außerdem war ein nicht zugelassener Treibstoff mit nur 100 statt 145 Oktan getankt worden. Obwohl schon beim Start ein Leistungsverlust auftrat, brach der Kapitän den Start nicht ab. Bei der Notlandung wurde das Flugzeug zerstört. Von den sechs Insassen, zwei Besatzungsmitgliedern und vier Passagieren, wurde ein Besatzungsmitglied getötet.[68]

- Am 14. September 1979 wurde eine Douglas DC-7 der US-amerikanischen Butler Aircraft Company (N4SW) auf dem nur 85 Kilometer langen Flug von Klamath Falls (Oregon) nach Medford (Oregon) sieben Minuten nach dem Start in den Berg Surveyor Mountain geflogen. Alle 12 Insassen (beide Piloten und die 10 Passagiere) wurden getötet.[69]

## 1980er-Jahre
- Im Jahr 1980 (genaues Datum unbekannt) wurde eine Douglas DC-7CF der US-amerikanischen Aero Services Corp. (Luftfahrzeugkennzeichen N8219H) auf einem Schmuggelflug über einem unbekannten Ort in Kolumbien abgeschossen. Über Personenschäden ist nichts bekannt.[70]

- Am 27. Juli 1980 wurde eine Douglas DC-7CF der bolivianischen Lambda Air Cargo (CP-1291) auf dem Flughafen Trujillo (Peru) bei einem Brand irreparabel beschädigt. Über Personenschäden ist nichts bekannt.[71]

- Am 28. November 1980 ging eine Douglas DC-7B der US-amerikanischen Central Air Services (N816D) nach dem Start vom Pecos Municipal Airport (Texas, USA) in eine steile 90°-Schräglage nach links über, stürzte ab und fing Feuer. Der Propeller Nr. 2 (links innen) wurde in Segelstellung vorgefunden. Die beiden Besatzungsmitglieder des Frachtflugs wurden getötet.[72]

- Am 1. Mai 1982 wurde eine Douglas DC-7B der US-amerikanischen Kinney Air Tankers (N823D) auf dem Dawson Community Airport (Montana, USA) durch einen Brand zerstört. Über Personenschäden ist nichts bekannt.[73]

- Am 9. Oktober 1986 wurde bei dem Start einer Douglas DC-7C der US-amerikanischen T & G Aviation (N5903), betrieben für die United States Agency for International Development (USAID), Rauch  aus dem Triebwerk Nr. 3 (rechts innen) beobachtet. Als kurz danach das Fahrwerk eingefahren wurde, trat die Feuerwarnung von Triebwerk Nr. 4 (rechts außen) auf. Trotz des Abstellen dieses Motors verlor das Flugzeug an Höhe und wurde 6 Kilometer vom Startflughafen Dakar-Yoff (Senegal) notgewassert. Alle 3 Besatzungsmitglieder kamen ums Leben, während der einzige Passagier überlebte. Mit der Maschine sollten Schädlingsbekämpfungsmittel für die Bekämpfung der Heuschreckenplage eingesetzt werden.[74]

- Am 8. Dezember 1988 wurde eine Douglas DC-7CF der US-amerikanischen T & G Aviation (N284), betrieben für die United States Agency for International Development (USAID), über der Westsahara durch Terroristen der Polisario abgeschossen. Die Maschine befand sich gemeinsam mit einer weiteren DC-7 (N90804) auf einem Überführungsflug aus dem Senegal nach Marokko, um dort im Auftrag des Welternährungsprogramms der Vereinten Nationen für die Bekämpfung der Heuschreckenplage eingesetzt zu werden, welche eine Hungersnot auszulösen drohte. Beide Flugzeuge waren mit einem zivilen Flugplan auf der Luftstraße Red 975 in einer Höhe 11.000 Fuß (rund 3.350 Meter) unterwegs, als sie von Flugabwehrraketen des sowjetischen Typs 9K32 Strela-2 (SA-7) getroffen wurden. Während die N90804 schwer beschädigt auf dem marokkanischen Flughafen Sidi Ifni notgelandet werden konnte, wurde die N284 abgeschossen. Dadurch wurden alle 5 Besatzungsmitglieder getötet.[75] Schon am 24. Februar 1985 hatten Terroristen der Polisario ein ziviles Forschungsflugzeug des deutschen Alfred-Wegener-Institutes vom Typ Dornier 228 (D-IGVN) auf dem Rückweg aus der Antarktis abgeschossen und die drei Besatzungsmitglieder getötet (siehe auch Abschuss der Polar 3).

## 1990er-Jahre
- Am 1. Oktober 1992 wurde eine Douglas DC-7B der US-amerikanischen TBM Inc. (Luftfahrzeugkennzeichen N848D) während eines Feuerlöscheinsatzes in das bergige Gelände nahe dem Union Valley Reservoir (Kalifornien) geflogen. Die Piloten hatten Triebwerksprobleme gemeldet, den Einsatz aber fortgesetzt. Die 34 Jahre alte Maschine wurde von ihrer zeitweiligen Basis auf dem Flughafen Stockton (Kalifornien, USA) aus eingesetzt. Bei diesem CFIT (Controlled flight into terrain) wurden beide Piloten, die einzigen Insassen, getötet. Dies war der letzte tödliche Unfall mit einer DC-7 nach ihrem Erstflug 1953.[76]

- Am 6. November 1992 fiel an einer Douglas DC-7CF der dominikanischen Aerochago Airlines (HI-619SP) nach dem Start vom Flughafen Fort Lauderdale-Hollywood (Florida, USA) das Triebwerk Nr. 4 (rechts außen) aus. Eine Weile später kam es auch zum Ausfall des Triebwerks Nr. 2 (links innen). Der Kapitän entschied sich, bei Dania Beach eine Notwasserung durchzuführen. Alle fünf Insassen auf dem Frachtflug, drei Besatzungsmitglieder und zwei Passagiere, überlebten den Unfall. Die Maschine war überladen und über die Wartung des Flugzeugs und der Triebwerke gab es keine Aufzeichnungen.[77]

- Am 18. Februar 1993 geriet eine Douglas DC-7CF der dominikanischen Aerochago Airlines (HI-599CT) beim Start auf dem Flughafen Las Américas (Dominikanische Republik)   nach dem Ausfall des Triebwerks Nr. 4 (rechts außen) von der Startbahn ab und wurde irreparabel beschädigt. Alle drei Besatzungsmitglieder, die einzigen Insassen auf dem Frachtflug, überlebten den Unfall.[78]

- Am 24. März 1993 ereignete sich in einer Douglas DC-7C der honduranischen Aero Servicios (HR-ALY) auf dem Flughafen Miami (Florida, USA) eine schwere Explosion, als ein Treibstofftank gereinigt wurde. Die linke Tragfläche wurde schwer beschädigt, das Flugzeug irreparabel beschädigt. Durch die Explosion wurde eine Person verletzt.[79]